# باخارفکا
باخارفکا (به روسی: Аэропорт Бахаревка) فرودگاهی نظامی واقع در پرم در کشور روسیه است که توسط نیروی هوایی روسیه اداره می‌شود.